# 黃昏流星群
《黃昏流星群》是日本漫畫家弘兼憲史繪畫的漫畫作品，小學館出版，於小學館漫畫雜誌《Big Comic Original》1995年22月號開始連載。2000年獲第4屆日本新媒體動漫藝術節漫畫類優等獎。

## 外部連結
- （日語）Big comic original：黄昏流星群 （页面存档备份，存于）